# Rhopalomyia senekensis
Rhopalomyia senekensis är en tvåvingeart som först beskrevs av Fedotova 2001.  Rhopalomyia senekensis ingår i släktet Rhopalomyia och familjen gallmyggor.
Artens utbredningsområde är Kazakstan. Inga underarter finns listade i Catalogue of Life.